# Johannes Potken
Johannes Potken est un humaniste allemand de la Renaissance, né à Cologne vers 1470, mort dans la même ville en 1524 ou 1525. Il est un précurseur de l'orientalisme, et plus particulièrement de l'étude du gue'ez.
Ecclésiastique - il fut prieur de la collégiale Saint-Georges de Cologne -, il assista à Rome, en 1511, à un office en ge'ez dans l'église San Stefano degli Abissini (Saint-Étienne-des-Abyssins, une petite église du Vatican que le pape Sixte IV avait affectée au rite copte en 1479, et qu'on appelait aussi Saint-Étienne d'Égypte, ou des Mores, ou des Indiens). Il tenta de s'en faire traduire la liturgie, en vain pendant un moment - même les Juifs de Rome ne connaissaient pas cette langue -, et il s'adressa finalement à un moine éthiopien de Jérusalem, en pèlerinage à Rome, Abba Thomas Walda Samu'ēl, séjournant dans le foyer pour moines coptes attenant à l'église. Il trouva d'autre part dans la bibliothèque pontificale un manuscrit récent (XVe siècle) contenant le Psautier en ge'ez (Vat. ethiop. 20). L'ayant emprunté, il se lança dans l'aventure de faire réaliser, à ses frais, le premier livre imprimé en ge'ez, et le premier en une langue orientale autre que l'hébreu. On ne sait par qui il fit tailler et fondre les caractères ; l'imprimeur fut Marcellus Silber, de Ratisbonne. Le livre, paru à Rome en 1513, contient les Psaumes, quelques autres cantiques de l'Ancien Testament (cantiques de Moïse, d'Anne mère de Samuel, d'Ézéchias, etc.), et une présentation commentée des lettres éthiopiennes (Alphabetum, seu potius Syllabarium litterarum Chaldæarum). Dans une préface, Potken raconte les circonstances de l'élaboration du livre, et fait part de son désir de faire découvrir aux Européens le royaume du Prêtre Jean.
Potken repartit pour Cologne en 1515 ou 1516, emportant avec lui ses caractères éthiopiens. En 1518 il fit paraître, en collaboration avec Johannes Heyl (ou « Soter »), un Psautier quadrilingue (latin, grec, hébreu, ge'ez), avec les versions disposées en colonnes parallèles. En 1522, dans une seconde édition, il ajouta un tableau avec les lettres éthiopiennes et le Pater Noster et l'Ave Maria en ge'ez avec la traduction latine en regard.
Johannes Potken appelait le ge'ez, de façon erronée, « langue chaldéenne ». Dans son livre paru en 1539, Teseo Ambrogio degli Albonesi le reprend là-dessus et baptise cette langue « indien ». Le Nouveau Testament en ge'ez fut imprimé à Rome en 1548, grâce à un autre moine en provenance de Jérusalem, Abba Tāsfa Seyon (alias « Pietro Indiano »).
Johannes Potken a échangé des lettres avec Sébastien Brant et Johannes Reuchlin, dont certaines sont conservées.